# Esenbeckia incisuralis
Esenbeckia incisuralis är en tvåvingeart som först beskrevs av Thomas Say 1823.  Esenbeckia incisuralis ingår i släktet Esenbeckia och familjen bromsar. Inga underarter finns listade i Catalogue of Life.